# Oxira eleuthera
Oxira eleuthera là một loài bướm đêm trong họ Noctuidae.